# Chet Allen
Chet Allen (Chillicothe, 6 maggio 1939 – Columbus, 17 giugno 1984) è stato un cantante e attore statunitense, noto soprattutto per essere stato come voce bianca nel 1951 il primo protagonista dell'opera lirica Amahl e i visitatori notturni di Gian Carlo Menotti.

## Biografia
Chet R. Allen nasce in Chillicothe (Ohio) nel 1939 per trasferirsi quindi con la famiglia a Columbus (Ohio). Dotato di una bellissima voce era entrato a far parte del Columbus Boychoir, continuando a risiedere nel collegio musicale anche dopo il trasferimento dell'Istituto a Princeton nel 1950. Nel 1951 Gian Carlo Menotti lo scelse come primo protagonista della sua opera Amahl e i visitatori notturni (Amahl and the Night Visitors) per le sue doti vocali ma anche per le sue notevoli capacità espressive di piccolo attore. Amahl fu la prima opera specificamente composta per la televisione in America. La diretta e la ripresa televisiva con ampio uso di primi piani richiedeva da parte del piccolo interprete protagonista una disinvoltura e un talento attoriale non comuni per una voce bianca di formazione classica. L'opera, scritta e diretta dalla stesso Menotti con la collaborazione della regia televisiva di Kirk Browning e la direzione d'orchestra di Thomas Schippers, fu trasmessa in diretta dalla NBC il 24 dicembre 1951. Il successo fu enorme; l'opera divenne un classico natalizio ripetuto negli anni successivi e il giovane interprete si trovò di colpo proiettato all'attenzione internazionale. Seguirono per lui due anni di frenetica attività.
Allen tornò in televisione il 2 febbraio 1952 come ospite della trasmissione All Star Revue per la quale interpretò l'inno You'll Never Walk Alone. Riprese quindi il ruolo di Amahl in teatro il 9 aprile 1952 con la New York City Opera, e ancora in televisione il 13 aprile dello stesso anno, sempre sotto la direzione di Menotti e Schippers. Per Allen si avviò anche una promettente carriera di cantante e attore bambino. Nel 1953 recitò con Dan Dailey nel film Incontriamoci alla fiera (Meet Me at the Fair) nel ruolo del quattordicenne Tad Bayliss. È quindi protagonista del documentario America's Singing Boys (1953), in cui narra la sua esperienza assieme agli altri ragazzi del Columbus Boychoir. Nell'autunno dello stesso anno, interpreta per la NBC il giovane adolescente Jerry Bonino nella serie televisiva Bonino, che vedeva Ezio Pinza nei panni di un cantante lirico italo-americano da poco rimasto vedovo, impegnato nell'allevare i suoi otto figli. Mary Wickes recitava nel ruolo di Martha la governante. Una delle giovani costar di Allen in Bonino era il futuro compositore e musicista Van Dyke Parks, con il quale Allen aveva frequentato il Columbus Boyschoir.
La crescita e il cambio della voce misero però fine alla sua carriera di voce bianca e attore bambino. Già per il Natale del 1952 la parte di Amahl fu affidata a Bill McIver (che dell'opera sarebbe rimasto il protagonista per ben quattro anni fino al 1955) e nel novembre 1953 Allen dovette essere sostituito dall'oggi al domani da Donald Harris anche nella serie Bonino. Come accaduto ad altri attori bambini, Allen si trovò improvvisamente messo da parte ed escluso da quel mondo che lo aveva accolto con tanto clamore.
Nonostante la fama e i riconoscimenti ottenuti da bambino come cantante e attore, Allen non riuscì a trovare la sua strada da adulto, passando da un lavoro all'altro senza una direzione precisa. Afflitto da ricorrenti problemi depressivi, fu per lunghi periodi ricoverato in cura in ospedali psichiatrici. Anche il suo matrimonio nel 1965 (dal quale ebbe un figlio) si concluse in divorzio nel 1976. L'ultima volta che Menotti lo visitò a Columbus nel 1983, trovò un giovane amaramente infelice per il quale la vita era stata una serie di delusioni. "Nessuno avrebbe potuto aiutarlo abbastanza", avrebbe detto in seguito il compositore. L'anno successivo, all'età di quarantacinque anni, Allen si tolse la vita con una overdose di medicinali antidepressivi.

## Filmografia

### Televisione
- Amahl e i visitatori notturni (Amahl and the Night Visitors), opera (24 dicembre 1951)
- All Star Revue, guest appearance  (2 febbraio 1952)
- Amahl e i visitatori notturni (Amahl and the Night Visitors), opera (13 aprile 1952)
- Bonino, serie televisiva (dal 12 settembre all'11 novembre 1953)

### Cinema
- Incontriamoci alla fiera (Meet Me at the Fair), regia di Douglas Sirk (1953)
- America's Singing Boys, documentario, regia di Harry W. Smith (1953)